# Arik Marshall
Arik Marshall, né le 13 février 1967, est un guitariste américain. À l'origine, il jouait avec son frère dans le groupe Marshall Law. Il a rejoint les Red Hot Chili Peppers en 1992 pour remplacer John Frusciante. Cette même année il a joué avec eux au festival Lollapalooza, on l'a également vu avec le groupe dans l'épisode Krusty, le retour de la quatrième saison des Simpson. Il quitte les Red Hot en 1993 et joue depuis dans le groupe de Macy Gray.